# Guiamapleu
Guiamapleu est une localité de l'ouest de la Côte d'Ivoire, et appartenant au département de Zouan-Hounien, Région des Dix-Huit Montagnes. La localité de Guiamapleu est un chef-lieu de commune.